# Jacob de Graeff

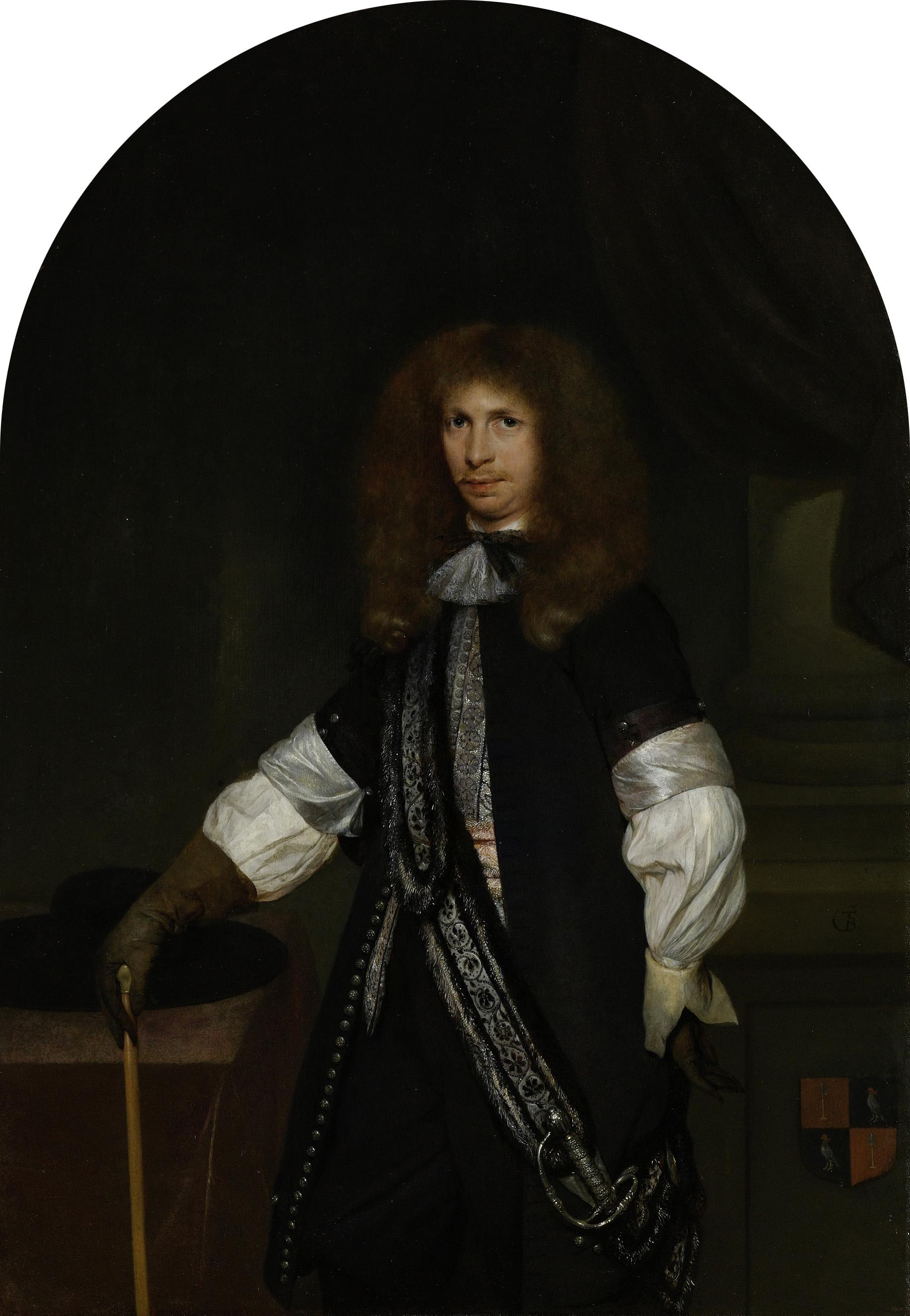
Jacob de Graeff (1670/81), gemalt von Gerard ter Borch, Rijksmuseum Amsterdam

Jacob de Graeff, Vrijheer van Purmerland en Ilpendam (* 28. Juni 1642 in Amsterdam; † 21. April 1690 ebenda) war ein holländischer Aristokrat des Goldenen Zeitalters der Niederlande, dem Geschlecht der De Graeff entstammend.
Seine politische Haltung war charakteristisch für seine Familie: einerseits Libertin und staatsgesinnt, andererseits, wenn auch nur bedingt, loyal gegenüber den Oraniern. De Graeff hatte in intimen Kontakt mit den Staatsmännern Johan de Witt und Wilhelm III. von Oranien sowie dem Literaten Joost van den Vondel gestanden.

## Leben

### Gesellschaftspolitischer Hintergrund
Im Laufe des Goldenen Zeitalters der Niederlande standen die Mitglieder der Familie De Graeff in harscher Kritik zum sich immer mehr ausbreitenden Einfluss des Hauses Oranien-Nassau. Gemeinsam mit den führenden republikanischen Staatsmännern, den Gebrüdern Bicker und den De Witt, waren sie für eine Aufhebung der Statthalterschaft, zumindest in der Provinz Holland. Weiters beanspruchten sie den Erhalt einer (ihrer) vollen Souveränität als Stadtregenten.

### Junge Jahre

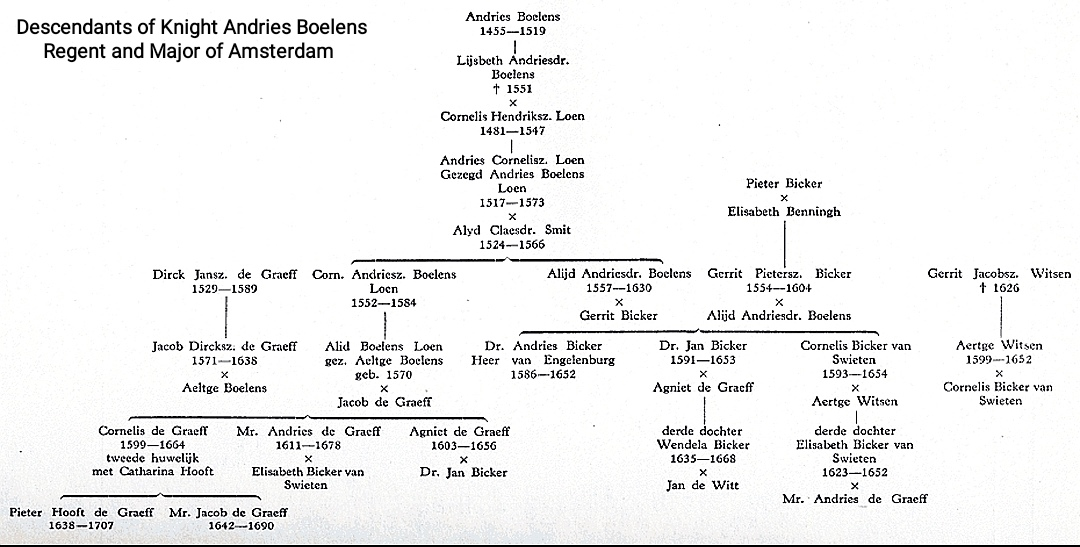
Abstammungen von Andries Boelens. Übersicht über die maßgeblichen Familienbeziehungen der Amsterdamer Oligarchie um die Geschlechter Boelens Loen, De Graeff, Bicker (van Swieten), Witsen sowie Johan de Witt im Goldenen Zeitalter.

Jacob entstammte dem De Graeff'schen Familienzweig der Stadtherren von Amsterdam. Seine Eltern waren der Staatsmann und Amsterdamer Regent Cornelis de Graeff und Catharina Hooft; Pieter de Graeff war sein älterer Bruder. Das Geschlecht war mit einem bedeutenden Patriziergeschlecht Hollands verwandt, so war Jacob via seiner Mutter auch der Cousin von Ratspensionär Johan de Witt. Ob Jacob gleich seinem Bruder Pieter seine Erziehung bei Johann Amos Comenius genoss ist nicht erwiesen.
1648 trat Jacobs Vater Cornelis als Initiator für den Bau des neuen Stadthauses Op de Dam auf. Nach dem Friedensschluss von Münster wollte die Stadt Amsterdam – als Zentrum Hollands – ihre neue Macht mit einem repräsentativen Regierungssitz untermauern. Hierbei trat Jacob als einer der vier Grundsteinleger auf, seine mit seinem Wappen verzierte Schaufel befindet sich heute in den Sammlungen des Amsterdamer Rijksmuseum. Die Entstehungsgeschichte sowie die Jahreszahl dieser Ersten Steinlegung wurde von Cornelis de Graeff auf einer sich in einem der Gerichtssäle befindlichen schwarzen Marmorplatte in lateinischer Schrift festgehalten:
Am 29. Oktober 1648, in dem Jahr, in dem der Krieg beendet wurde, den die vereinigten niederdeutschen Völker mit den drei mächtigen Philipps, den Königen von Spanien, zu Lande und zur See in beinahe allen Teilen der Erde mehr als 80 Jahre lang geführt haben, nachdem die vaterländische Freiheit und Glaubensfreiheit gesichert waren, haben während der Regierung der vortrefflichen Bürgermeister Gerb. Pancras, Jac. de Graef, Sib. Valchenier Pet. Schaep, Söhne und Blutsverwandte der Bürgermeister durch die Grundsteinlegung das fundament für dieses Rathaus gelegt.
Hollands bekannter Dichter Joost van den Vondel verfasste zu diesem Anlass sein Gedicht Bouwzang.
1652 ließ sich Cornelis de Graeff mit seiner Gattin Catharina Hooft und deren beiden Söhnen Pieter und Jacob durch Jan Victors als Isaak und Rebekka mit ihren Söhnen Jakob und Esau porträtieren. Dieses allegorische Werk und De Graeffs Darstellung als einer der Erzväter eines Volkes und seiner Ehefrau sollte seine Wichtigkeit unterstreichen.

### Schritte in die Politik
Im Jahre 1660 saßen Jacobs Vater und Johan de Witt einer Kommission der niederländischen Generalstaaten vor, durch diese wurden Cornelis de Graeff, De Witt und Gillis Valckenier zum Vormund des Prinzen Wilhelm III. von Oranien-Nassau, dem kind van staat, bestellt. Die Sommer über verbrachte der junge Fürst am Graeffschen Anwesen in Soestdijk, gemeinsam mit den Gebrüdern Jacob und Pieter, mit welchen er an den Teichen der Parkanlage spielte. Beim Einzug von Maria Henrietta Stuart und Wilhelm III. in Amsterdam im Jahre 1660 war De Graeff während deren Aufenthalt als persönliche Eskorte des Prinzen abbestellt. Er war hierbei auch als Kornett neben Rittmeister Jan van Waveren und Leutnant Dirck Tulp für den Aufzug der Truppen verantwortlich. Im Jahre 1661 widmete Van den Vondel dem jungen Jacob seinen Adonias. Jacob promovierte im Jahre 1662 an der Universität Harderwijk zum Magister (oder Doktor) der Rechte.
Im Jahre 1667 wurde Jacob de Graeff Kommissar für Seeangelegenheiten (Marine und Handel) in Amsterdam und zum militärischen Kommandanten (der Bürgergarde) von Amsterdam ernannt. 1671 wurde Jacob Regent des Bürgerwaisenhauses und Hauptmann der Amsterdamer Bürgergarde. Im Jahre 1672 trat er als Schepen (Schöffe) in die Amsterdamer Stadtregierung ein. Im selben Jahr, dem Rampjaar, wurde die republikanisch und Wittianisch (Johan de Witt) gesinnte Fraktion der De Graeff, beinhaltend Jacob, seinen Bruder Pieter, deren Onkel Andries de Graeff sowie deren Cousin Bürgermeister Lambert Reynst, von der Regierung ausgeschlossen. Diese Resolution der Vroedschap war eine der Voraussetzungen für die Wiedereinsetzung eines Statthalters in Holland.

Aufzug der Truppen unter Führung von Rittmeister Jan van Waveren, Kornett Jonker Jacob de Graeff und Leutnant Dirck Tulp anlässlich des Einzugs von Maria Henrietta Stuart und ihrem Sohn Wilhelm III. von Oranien-Nassau in Amsterdam im Jahre 1660

### De Graeff und die Frauen

#### Ehe mit Maria van der Does
1666 ehelichte Jacob de Graeff in Den Haag mit Maria van der Does (1649-1667), Tochter von Willem Simonsz van der Does (1608-1666), Rechtsgelehrter, und Catharina Hendriksdr Salomon (* 1608), welche in erster Ehe mit dem Amsterdamer Patrizier Jacob Bas (1603–1645) verheiratet war. Maria war somit eine reiche Erbin, die ihm ein Vermögen von 400.000 Gulden zubrachte. Sie ist aber schon drei Monate nach deren Hochzeit und daher auch kinderlos verstorben. Der Amsterdamer Patrizier und Chronist Hans Bontemantel spricht in seinen Notizen über Mutmaßungen die damals über Jacob in Amsterdam kursierten. So sollte er Maria im Sterbebett zwei Mal überredet haben ihr Testament zu seinen Gunsten abzuändern und ihm als Erbe vier Tonnen Gold zu hinterlassen.

#### Werben um Anna Christina Pauw van Bennebroek

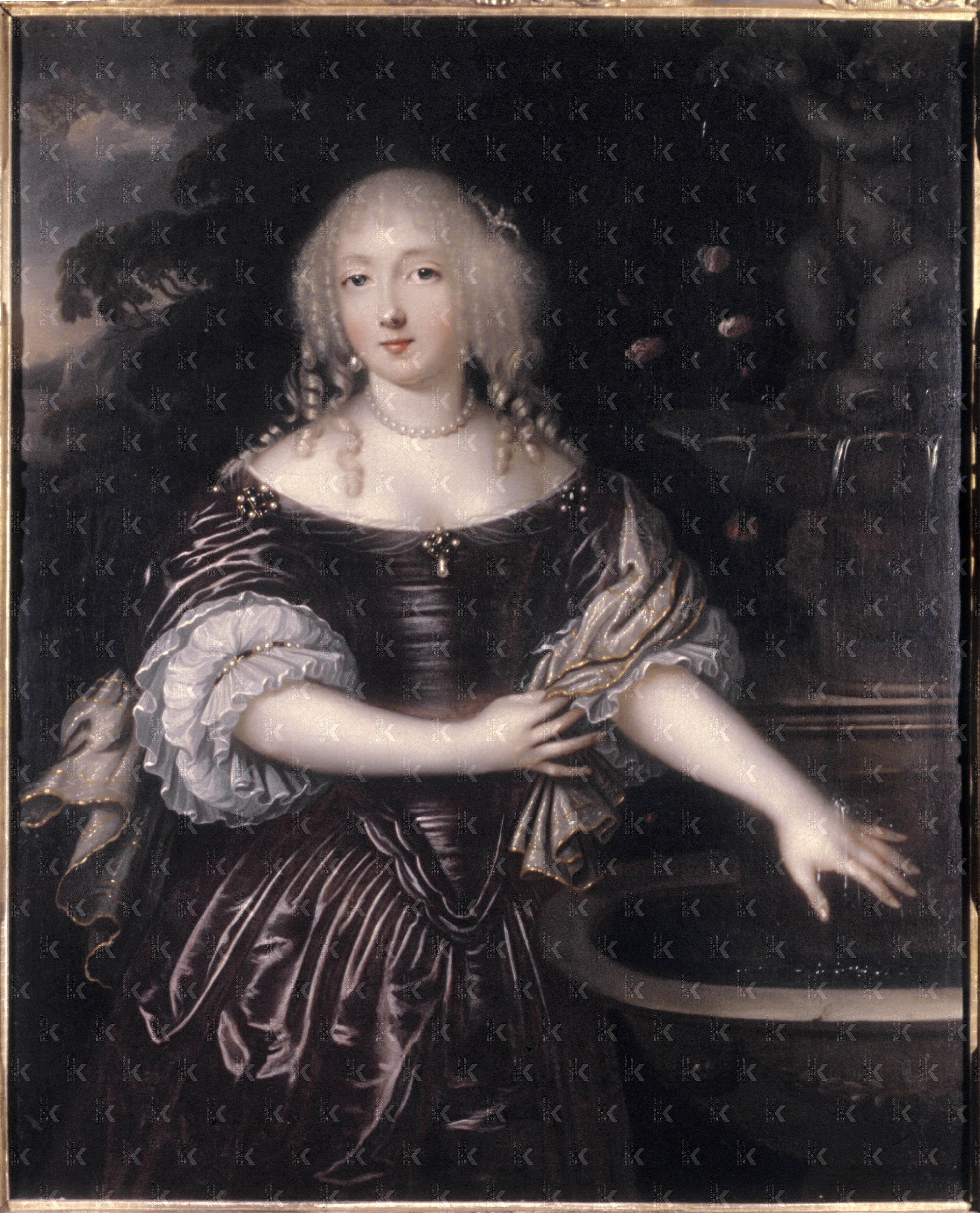
Anna Christina Pauw van Bennebroek

Nach dem Tod von Maria wurde Jacob de Graeff wohl Anfang des Jahres 1669 von seinem Cousin Ratspensionär Johan de Witt in die Den Haager Gesellschaft eingeführt. Den Haag war im 17. Jahrhundert nach der Handelsmetropole Amsterdam die zweitwichtigste Stadt Hollands und galt auch aufgrund des dort residierenden Oranier-Hofes als das aristokratische und diplomatische Zentrum Hollands sowie der Republik. De Witt führte De Graeff auch in das Haus des Adriaen Pauw, Herr von Bennebroek, Präsident des Hofes van Holland sowie Sohn des vormaligen Ratspensionärs Adriaan Pauw ein. Dort hatte sich Jacob in Pauws einzige Tochter, Anna Christina Pauw van Bennebroek (1649-1719), der überaus schönen und wohlhabenden „Juffrouw van Bennebroek“ verliebt, die als Erbtochter des Adriaen ein immenses Erbe und den Titel von Bennebroek erwartete und somit in der Den Haager Aristokratie und dem Patriziat als beliebte Heiratspartnerin. De Graeff hielt dies vor seiner Mutter Catharina Hooft geheim, von der er wusste, dass sie vehement gegen eine eheliche Verbindung mit einem Mitglied aus der Regentenfamilie der Pauw war, da sie die Paauwen ganz und gar nicht mochte [de Paauwen gantsch niet lustte]. Trotzdem reiste er in regelmäßigen Abständen nach Den Haag um Anna Christina den Hof zu machen. Er nächtigte zumeist bei De Witt, den er ins Vertrauen gezogen hatte. Im März hatte Jacobs Werben Konkurrenz in Person von Graf Georg Hermann Reinhard von Wied (1640-1690), Kavalleriehauptmann im Dienst der Niederländischen Republik erhalten. Der Graf von Wied bat De Witt ebenfalls um dessen Unterstützung bei Anna Christina und deren Eltern. Auch selbst Wieds Vater Graf Friedrich III. von Wied und Fürst Egon von Fürstenburg baten De Witt eine Ehe zwischen den beiden zu forcieren. Im April kam noch ein dritter Verehrer der „Juffrouw van Bennebroek“ hinzu, Baron Nicolaas Sohier de Vermandois (1645-1690), Herr von Warmenhuijsen, Crabbendam, Oud-Poelgeest, Meresteijn. Schlussendlich sprach Jacob im April 1669 mit seiner Mutter über sein Vorhaben, worauf sich zwischen den beiden ein heftiger Streit entbrannte. Catharina Hooft drohte, wenn die Ehe ihres Sohnes mit der Tochter des Adriaen Pauw zustande kommen sollte, gegen die sie persönlich nichts hätte, dass sie ihren Sohn enterben und ihn als unwürdiges Mitglied abschneiden würde. Darauf entspannte sich ein reger Briefwechsel zwischen Catharina Hooft mit ihrem älteren Sohn Pieter de Graeff, der sie beruhigen zu versuchte, und mit ihrem Neffen Johan de Witt, dem sie als Familienmitglied eindringlich  darum bat ihr in dieser Angelegenheit zu helfen um Jacob die Ehe mit der „Juffrouw van Bennebroek“ auszureden und diese somit zu verhindern: Sie werde Anna Christina niemals als Tochter akzeptieren und ihren Sohn nicht mehr als Kind betrachten, wenn er darauf besteht. Johan de Witt scheint sich aber der Sache seines Cousins Jacob angenommen zu haben und hatte auch bei Anna Christinas Eltern Adriaen und Cornelia Pauw (1626-1696), die Adriaens eigene Cousine war, interveniert. Auch Annas mütterlicher Großvater Reinier Pauw, Präsident des Hohen Rates von Holland, Zeeland und Westfriesland, wurde seitens De Witt für die Ehe mit Jacob gewonnen. Das Nieuw Nederlandsch biografisch woordenboek (Deel 2 von 1912) bezeichnet die Verbindung von Jacob und Anna Christina sogar als Verlobung.
Catharina Hooft blieb derweil nicht untätig und hatte ihrem und De Witts gemeinsamen Cousin Vincent van Bronckhorst, Schepen von Amsterdam, mitgeteilt, dass sie niemals einer Ehe mit „Juffrouw van Bennebroeck“ zustimmen würde. Van Bronckhorst war mit Elisabeth Cornelia Pauw verheiratet und damit selbst ein Verwandter von Adriaen und dessen Tochter Anna Christina Pauw. Adriaen Pauw war nun der Meinung, dass seine Tochter auf keinen Fall schüchtern sei und selbst entscheiden solle. Jacob war im Mai erneut in De Haag und Bennebroek um seine Sache voranzutreiben. Im Juni folgte ein weiterer Brief von Catharina Hooft an De Witt, in dem sie ihn aufforderte, all seinen Einfluss auf Jacob geltend zu machen, um dieses Werben zu unterbinden. Pieter de Graeff schrieb De Witt, dass seine Mutter unnachgiebig ist und die Situation zu Hause in Amsterdam immer unerträglicher werde. De Witt antwortete beiden, dass er mit Jacob gesprochen hatte und dessen Zuneigung zu Anna Christine ungebrochen ist. Auch deren Eltern stimmten unisono zu und Anna Christina selbst erklärt, dass sie keine Abneigung gegen diese Person hat. De Witt riet Jacobs Mutter und Bruder den Entwicklungen ihren Lauf zu lassen. Schlussendlich aber ist aber Anna Christinas Zuneigung zu Jacob abgekühlt [aufgrund der Ablehnung von Catharina Hooft?] und jener ist nach Amsterdam zurückgekehrt. Anfang Juli dankte er De Witt in einem Brief für die Art und Weise, wie er ihn immer unterstützt hat. Er berichtete weiters, dass mein Werben bei Frau van Bennebroeck danach nicht den gewünschten Erfolg hatte, also muss ich erneut versuchen, mich wieder mit meiner Mutter zu vereinen. Die Beziehung von Jacob zu seiner Mutter konnte sich allmählich bessern. Anna Christina Pauw van Bennebroek entschied sich schlussendlich am 1. Juni [1669] in eine Ehe mit Nicolaas Sohier de Vermandois einzugehen. Die Hochzeit wurde aber erst am 4. Oktober 1671 in Den Haag  begangen.
Die drei Verehrer von Anna Christina Pauw van Bennebroek des Jahres 1669 – De Graeff, Von Wied sowie ihr Gatte Sohier de Vermandois – sind allesamt 1690 verstorben. Der Graf von Wied ehelichte 1670 Anna Trajectina van Brederode (1625-1672) und 1676 Gräfin Johanna Elizabeth von Leiningen-Westerburg (1659-1708). Jacob de Graeff blieb zeitlebens Witwer und auch Anna Christina hatte nach 1690 nicht wieder geheiratet.
Der Historiker Johan Engelbert Elias spricht in seinem Werk „De vroedschap van Amsterdam 1578-1795“ vom Antagonismus zwischen den Regentenfamilien Pauw und De Graeff der bei dem Werben von Jacob um Anna Christinas Hand deutlich zum Ausdruck kam.
Jhr. Cornelis Ascanius van Sypesteyn, Politiker und Autor, widmete dieser Begebenheit einen kurzen Aufsatz: „Jacob de Graeff en Anna Christina Pauw van Bennebroek in 1669“.

### Nach dem Rampjaar

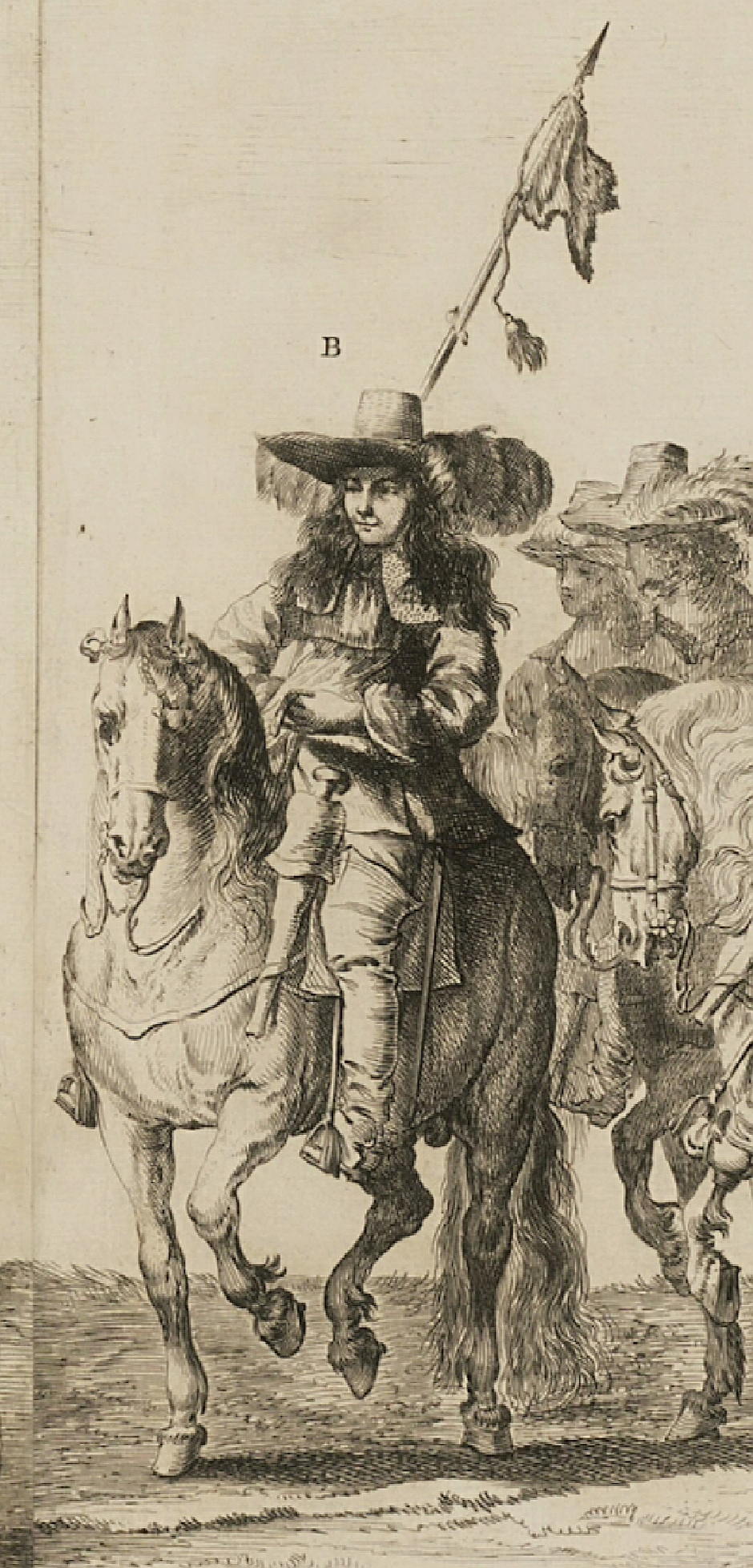
Jacob de Graeff als Offizier (Darstellung aus 1660)

Nach den Ereignissen des Rampjaars trachtete Jacob die Gunst des neuen Statthalters Wilhelm III. von Oranien-Nassau und Amsterdams neuem mächtigen Politiker Gillis Valckenier zu erlangen. Er gehörte zu jener Gruppe, die ehedem Anhänger von De Witt und Gegner der Oranier waren, und es war nicht ausgeschlossen, dass auch Verwandte von De Witt eine Amnestie erhalten würden, und in ihren Posten wieder hergestellt werden könnten. Da der Oranier nichts mehr schätzte als die Teilnahme am Kampf gegen die Feinde des Landes, schien dieses Kalkül das Hauptmotiv von Jacob gewesen zu sein, sich gemeinsam mit seinem Neffen Gerard Reynst zum freiwilligen Dienst zu melden und so für sich und seinen Bruder Pieter die Gunst des Oraniers zu erlangen. Jacob bekleidete in den Jahren 1673/74 die Stelle als Rittmeister (Kavalleriehauptmann) bei der berittenen Garde von Major Cabeljauw. Er zog auf Seiten der niederländischen Truppen in die Schlacht bei Seneffe und zur Eroberung von Rheinbach bei Bonn aus. Auch diente er ebenso als Rittmeister in der Statthalterlichen Garde. Über die verschiedenen Begebenheiten der Kämpfe berichtete er seinem Bruder Pieter in seinen Brieven van Jacob de Graeff, uit het leger van Prins Willem III in 1673 en '74 geschreven aan zijn broeder Pieter de Graeff, oud-schepen van Amsterdam. Im Jahre 1885 wurden diese in Nijhoff’s Bijdragen herausgegeben. Jacob an seinen Bruder: Ich hoffe, dass diese Kampagne nicht umsonst sein wird und dass ich durch die Güte S. H. [Seiner Hoheit den Prinzen von Oranien] die mir gestern gezeigt wurde, in der Lage sein werde, ein wahrer Bruder zu sein. Und noch nachdrücklicher: Sie werden überrascht sein, dass ich nicht für mich selbst um das Drostamt von Muiden bitte, aber ich glaube, dass eine solche Bindung von mir Ihre Genesung verzögern könnte. Jacobs Absicht war sicherlich brüderlich und freundlich, aber das Ergebnis hat gezeigt, dass das Vertrauen in die Freundlichkeit des oranischen Fürsten übertrieben war. Jacob wurde in einem Kriegsbericht von der Schlacht bei Rheinbach als ein mannhafter Kämpfer gelobt. Als Reaktion auf diesen Ruhm stellte Pieter eine Frage die Jacob folgend beantwortete: Sie sind neugierig zu wissen, wie ich fortgeschritten bin, also werde ich es sagen. Sie müssen nicht nach dem Aufstieg suchen und bekommen ihn trotzdem. Im Endeffekt aber hat der Oranier weder ihm noch seinem Bruder den geleisteten Militärdienst anerkannt. Die Gunst des Statthalters wurde ihm, als auch seinem Bruder Pieter, nie mehr zuteil, und die Gebrüder blieben zeitlebens ohne Amt. Aber ebenso wenig konnte Wilhelm III. in den folgenden Jahren bei dem Versuch die erneut eigensinnige gewordene Amsterdamer Stadtregierung mit seinen Vertrauten zu besetzen auf Jacobs Interventionen setzen.
Im Jahre 1674 verkaufte Jacob das Landhaus Soestdijk zu einem Freundschaftspreis an Wilhelm III. Der oranische Statthalter-König ließ sich dort sein Jagdschloss durch Maurits Post errichten. Im selben Jahr trat Jacob als Besitzer eines Vermögens von 260.000 Gulden auf; damit gehörte er zu den reichsten Personen des Goldenen Zeitalters der Niederlande. Der Historiker Kees Zandvliet schätzt sein Vermögen aber wesentlich höher, da ihm auch seine 1666 verstorbene Frau Maria van der Does die Summe von 400.000 Gulden vermachte. 1678 erbte Jacob durch seine Tante Maria Overlander van Purmerland die Freie (oder Hohe) Herrschaft von Purmerland und Ilpendam.
Im Jahre 1690 verstarb Jacob. Er wurde in der Familiengruft in der Oude Kerk beigesetzt.

### Gemälde

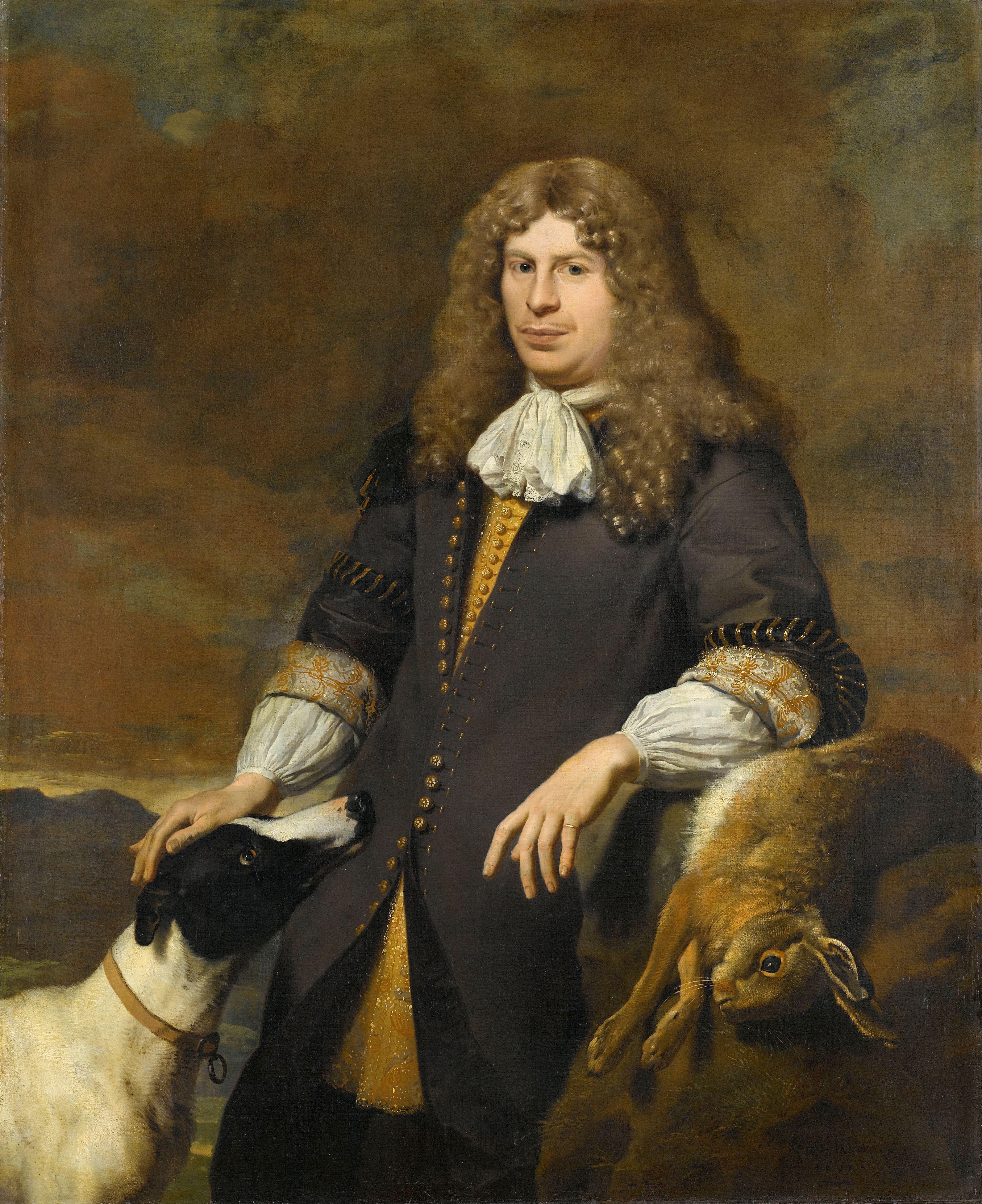
Jacob de Graeff (1670), gemalt von Karel Dujardin, Rijksmuseum Amsterdam

Von Jacob existieren Einzelporträts, geschaffen durch Gerard ter Borch und Karel Dujardin sowie eine Reiterportrait nach Thomas de Keyser. Des Weiteren wurde er im Jahre 1652 gemeinsam mit seinen Eltern und seinen Bruder durch Jan Victors als Erzvater Isaak und Rebekka und dessen Kinder Esau und Jakob dargestellt. Eine weitere Darstellung von Jacob van Ruisdael und Thomas de Keyser zeigt ihn mit seinen Eltern und weiteren Familienmitgliedern vor dem De Graeffschen Landhaus Soestdijk auffahrend. Der Historienmaler Barend Wijnveld des 19. Jahrhunderts malte Jacob bei der Grundsteinlegung des Amsterdamer Stadthauses Op den Dam. 2007 verwendete der österreichische Künstler Matthias Laurenz Gräff, ein entfernter Nachkomme von De Graeff, Gerard ter Borchs Gemälde in seinem Gemälde „Im herbstlichen Wald“ als Teil seiner Diplomserie. 2018 schuf der US-amerikanische Künstler Kehinde Wiley eine Neufassung des Porträts von Ter Borch.

## Schriften
- Brieven van Jacob de Graeff, uit het leger van Prins Willem III in 1673 en '74 geschreven aan zijn broeder Pieter de Graeff, oud-schepen van Amsterdam